# Boczków
Boczków est une localité polonaise de la gmina mixte de Nowe Skalmierzyce, située dans le powiat d'Ostrów Wielkopolski en voïvodie de Grande-Pologne. Elle se trouve à environ 20 kilomètres à l'est de la ville d'Ostrów Wielkopolski et 106 km au sud-est de Poznań, la capitale régionale. 

## Géographie

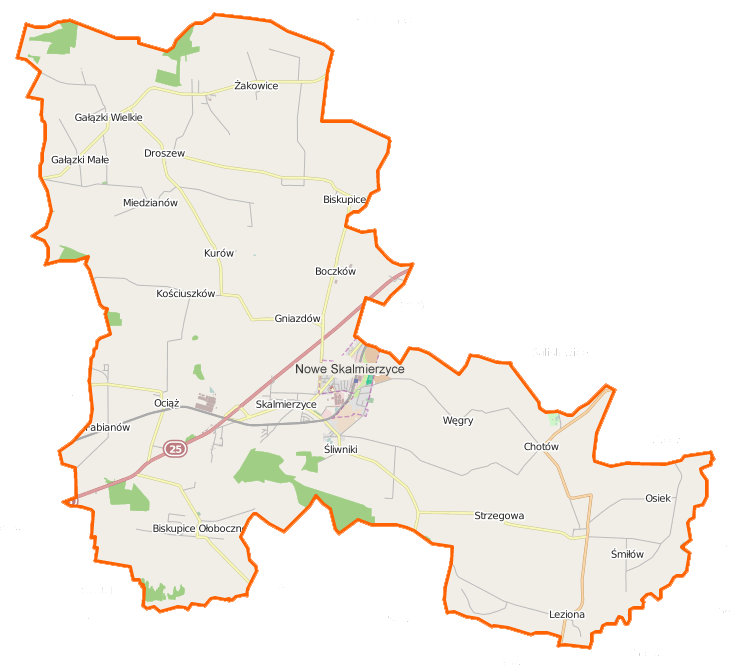
Carte de la gmina de Nowe Skalmierzyce.